# Alena Lutkovskaya
Alena Lutkosvskaya (née le 15 mars 1996) est une athlète russe, spécialiste du saut à la perche.

## Biographie
Elle égale son record national junior en salle du 1er février 2013, à Penza, pour remporter la médaille d'or des Championnats d'Europe juniors à Rieti, en 4,30 m, record personnel en plein air.
Elle bat le 21 mai 2015 le record du monde junior de la discipline avec 4,61 m. Le record était précédemment détenu par la Vénézuélienne Robeilys Peinado avec 4,60 m réalisé quelques jours auparavant. Elle est dépossédée de ce record le 19 décembre de la même année par la néo-zélandaise Eliza McCartney qui franchit 4,64 m. Il est ensuite battu en 4,71 m par la Finlandaise Wilma Murto. 
Le 18 juillet 2015, Alena Lutkosvskaya ne conserve pas son titre junior, le laissant à la Suissesse Angelica Moser. 
Le 20 juillet 2017, elle est autorisée par l'IAAF à concourir en tant qu'« athlète neutre autorisé » à la suite de la suspension en novembre 2015 de la Russie de compétitions internationales pour dopage d'État. 

## Palmarès
| Date | Compétition                    | Lieu       | Résultat | Marque |
| ---- | ------------------------------ | ---------- | -------- | ------ |
| 2013 | Championnats du monde jeunesse | Donetsk    | 2e       | 4,15 m |
| 2013 | Championnats d'Europe juniors  | Rieti      | 1re      | 4,30 m |
| 2014 | Championnats du monde juniors  | Eugene     | 1re      | 4,50 m |
| 2014 | Championnats d'Europe          | Zurich     | 7e       | 4,35 m |
| 2015 | Championnats d'Europe juniors  | Eskilstuna | 2e       | 4,20 m |

## Records
| Épreuve          | Épreuve      | Performance | Lieu       | Date            |
| ---------------- | ------------ | ----------- | ---------- | --------------- |
| Saut à la perche | En plein air | 4,61 m      | Irkoutsk   | 21 mai 2015     |
| Saut à la perche | En salle     | 4,54 m      | Deux-Ponts | 28 février 2015 |